# Corc dels llibres
El corc dels llibres (Nicobium castaneum) és un coleòpter bibliòfag de la família dels ptínids. Són paràsits dels llibres i de la fusta i poden causar molts danys a les biblioteques. Segons les fonts, Nicobium hirtum és considerat un sinònim, altres presenten N. hirtum com una espècie separada. Va ser identificat el 1790 per Guillaume-Antoine Olivier.
És endèmic a la conca mediterrània i va ser importat a Europa central amb mobles i obres d'art. Pot ser particularment devastador en biblioteques i arxius als quals els documents són conservats en males condicions amb molta humitat, poca aeració i llum. A més dels llibres també ataca la fusta de pinòpsides i de caducifolis.

## Cicle biològic
Des de la posta cap a la pupa, els corcs viuen entre dos i tres anys, en certs circumstàncies cap a sis anys. L'adult és petit i rotund (de 3,5 a 6 mil·límetres), pelós. L'adult és actiu la nit. Surten generalment de juny a agost. Li agrada la companyia del corc comú i de l'Oligomerus ptilinoides.
Té uns enemics naturals: el Pediculoides ventricosus, i l'Sclerodroma domestica.

## Tractament
Es tracta amb les tècniques habituals utilitzades contra corcs de la fusta, excepte que amb llibres no es poden utilitzar insecticides liquides. El 1934, G. del Cid, professor a l'Escola Superior d'Agricultura de Barcelona, va muntar un experiment de control biològic provant amb l'ús de l'àcar P. ventricosus en la biblioteca de la Universitat Autònoma que era força contaminada per manca de sol·licitud. En tancar larves vives amb P. ventricosus, després de vint minuts no va sobreviure cap larva. L'àcar que té una reproducció ràpida (entre sis i huit generacions per estiu) és molt més eficaç que l'Sclerodroma que té una reproducció més laboriosa amb menys individus.
La Generalitat de Catalunya ha creat el 1980 el Centre de Restauració de Béns Mobles de Catalunya (CRBMC) amb unes instal·lacions capdavanteres per a la preservació i la restauració d'objectes patrimonials. És obert també als particulars que necessiten consell o tractament d'una obra en mal estat.